# Santa Cecília do Pavão
Santa Cecília do Pavão este un oraș în Paraná (PR), Brazilia.